# Lobendava
Lobendava är en ort i Tjeckien.   Den ligger i regionen Ústí nad Labem, i den norra delen av landet, 100 km norr om huvudstaden Prag. Lobendava ligger 352 meter över havet och antalet invånare är 332.
Terrängen runt Lobendava är varierad. Runt Lobendava är det ganska tätbefolkat, med 134 invånare per kvadratkilometer. Närmaste större samhälle är Rumburk, 18,6 km öster om Lobendava. I omgivningarna runt Lobendava växer i huvudsak blandskog.